# 1947波士顿
是一部2023年上映的韓國人物傳記電影，由《長壽商會》導演姜帝圭執導，河正宇、任時完、裴晟佑、金相浩主演。電影講述韩国光复後希望再次奔跑起來的馬拉松選手們，為了參加第一次國際馬拉松大賽的願望和競賽的故事。定于2023年9月27日在韩国上映。

## 故事背景
波士頓馬拉松大賽自1897年首次舉辦後，每年會在4月第三週的週一舉辦，是擁有最悠久歷史和最高權威的國際馬拉松賽事。此片講述韓國馬拉松選手們克服光復後的混亂狀況，首次參加該賽事的旅程和軼事。

## 演員陣容

### 主演人物
- 河正宇 飾演 孫基禎，帶領韓國馬拉松選手的教練。[8]
- 任時完 飾演 徐潤福，在1947年波士頓國際馬拉松大賽中奪得冠軍的韓國運動員。[9]
- 裴晟佑 飾演 南昇龙，和孫基禎一起參加柏林奧運會的馬拉松運動員。[10]
- 金相浩 饰演 白南铉，波士顿马拉松大赛韩国国家队的当地协调员，从财政保证人到翻译、训练支援、交通到食宿提供等物质和精神方面提供支援。

### 其他人物
- 崔圭桓 飾演 李吉用，韓國國內首位體育記者，為了讓韓國國家代表隊參加波士頓馬拉松大賽，兩次撰寫募集支援金的報導，為廣泛宣傳選手們的故事貢獻力量。[11]
- 摩根·布拉德利（德语：Morgan Bradley） 飾演 斯梅德利，1947年時任美國軍政廳體育科科長，不僅向參加波士頓馬拉松大賽的韓國代表隊捐助自己來韓國上任後籌集的600美元，還幫助代表隊向駐紮的美國軍官籌集1500美元。[11]
- 傑西·馬歇爾（Jesse Marshall）飾演 约翰尼·凯利，美國馬拉松運動員，因與孫基禎的緣分而為韓國代表隊寫波士頓馬拉松大賽的邀請函。[11]
- 柳海濬 飾演 田徑俱樂部選手
- 南仲圭[12]
- 金旻徑[13]
- 曹雅榮（조아영）[14]
- 趙慧仙 饰演 妓生老板[15]

### 特别出演
- 朴恩斌[註 1] 饰演 玉琳，和徐润福形成粉红气流的女子。[17][18]
- 朴孝珠 饰演 允书，南昇龙的妻子。[17]
- 吴熙俊 饰演 东久，长期与徐润福同甘共苦的至亲。[17]
- 徐正妍 饰演 徐润福的母亲[17]
- 鄭英珠 饰演 玉琳的母亲，孙基祯经常光顾的汤饭店老板。[17]

## 製作

### 主体拍摄
該片於2019年9月4日舉行劇本圍讀，主体拍摄於9月9日開始，預計2020年1月殺青。2020年1月4日前往澳大利亞悉尼取景拍攝，1月23日結束拍攝回國。

### 损益平衡点
据媒体报道，该片制作费约为190-210亿韩元，损益平衡点推算约为450万观影人次，为2023年中秋节档期上映的韩国电影中最高损益点。

## 發行
樂天娛樂曾計劃在2020年上映此片，受COVID-19疫情影響，推遲至2021年底上映。另一發行商Contents Nandakinda曾宣佈計劃2022年上映此片。2023年1月17日發布首款預告海報，宣佈將於2023年9月中秋檔期上映。2023年8月14日，公开特别海报与预告片，宣布定于2023年9月27日在韩国上映，与宋康昊主演的《蜘蛛网》、姜棟元主演的《千博士驱魔研究所：雪景的秘密》同日上映。
2023年11月1日起提供IPTV、VOD点播服务。

## 反响

### 评价
韩国电影杂志《Cine21》共有3位专业影评人给该片打分，平均得分5.67/10。

### 票房
在韩国上映首日（9月27日）票房6万余名观影人次，位列单日票房排行榜第2名。上映首周周末三日（9月29日至10月1日）动员39万8785人次观众，位列2023年第39周周末票房排行第2名，累计观影人次达57万。上映43日后于11月8日累计票房突破100万观影人次，成为2023年第11部突破百万观影人次韩国电影。

## 獎項榮譽
| 年份 | 颁奖礼             | 奖项                | 入围者 | 结果 | 参考   |
| ---- | ------------------ | ------------------- | ------ | ---- | ------ |
| 2023 | 第59屆大鐘賞       | 最佳男主角          | 任時完 | 提名 |        |
| 2023 | 第59屆大鐘賞       | 最佳導演            | 姜帝圭 | 提名 |        |
| 2023 | 第59屆大鐘賞       | 最佳服裝            | 蔡慶華 | 提名 |        |
| 2024 | 第17屆亞洲電影大獎 | 最佳原创音乐        | 李东俊 | 提名 | [ 36 ] |
| 2024 | 第22届导演选择奖   | 电影部门 最佳导演   | 姜帝圭 | 提名 | [ 37 ] |
| 2024 | 第22届导演选择奖   | 电影部门 最佳男演员 | 任时完 | 提名 | [ 37 ] |